# Tour d'Ansouhait
La tour d'Ansouhait est une maison forte du XIVe siècle qui se trouve sur la commune de Moulon, dans le département de la Gironde, en France. Le bâtiment a été inscrit aux monuments historiques le 1er mars 1966.

## Localisation
La tour d'Ansouhait se trouve à environ 1 km au sud-ouest du bourg de Moulon, sur la route départementale D128.

## Domonymie
La tour figure sur la carte de Cassini de 1774 sous le nom tour d'Ansouette.

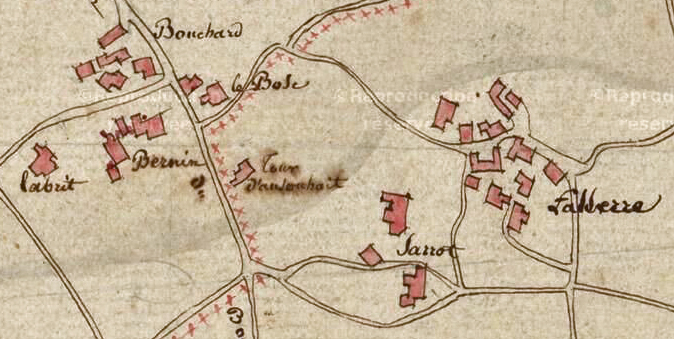
Lieu-dit Tour d'Ansouhait (cadastre napoléonien, 1813)

Il est probable que ce nom soit l'interprétation des cartographes du nom vernaculaire[réf. nécessaire]. Car, dans les archives locales on trouve plusieurs noms pour la tour, mais tous avec la même consonance :

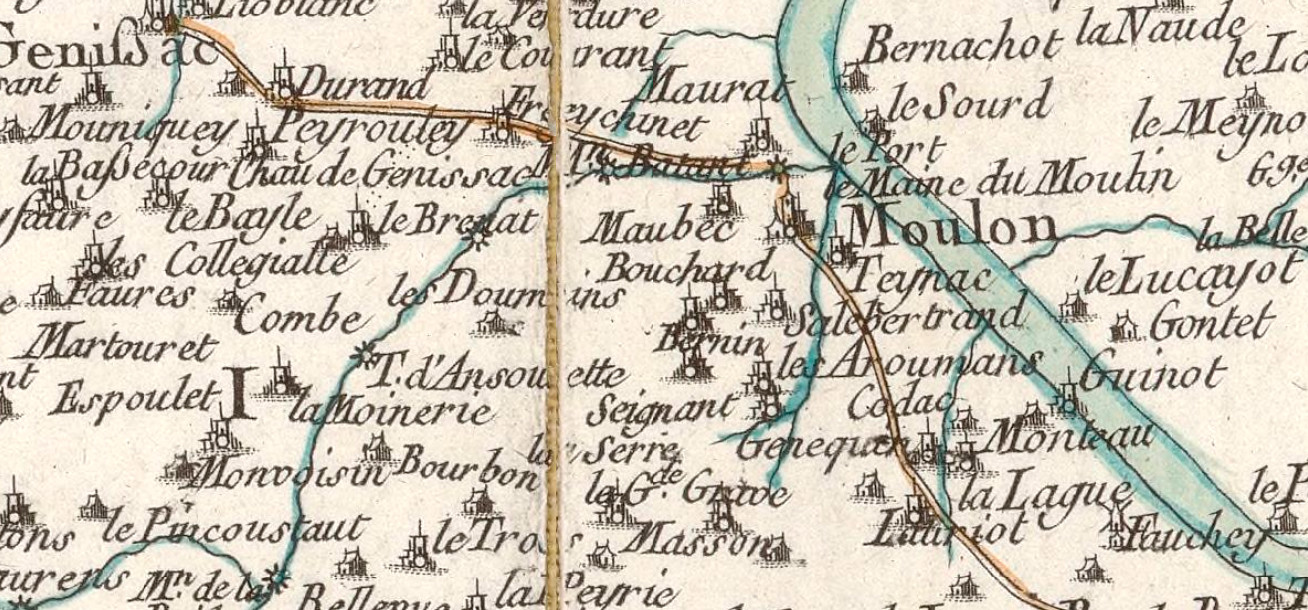
Carte Cassini 1774 (Moulon)

- La première orthographe, dans un bail de 1364 des archives du château Montlau, était tour d'Alsueta, qui était le nom d'une femme ;
- Le 28 mai 1464 : reconnaissance par Hélias Martin, de la paroisse de Moulon, à noble homme Durand de Chabreys, écuyer, seigneurs de la Tour de Grésighac, appelée Dansoheta, située dans la dite paroisse de Moulon, d'un domaine situé aux prats de Moulon, plus vigne aux Roussinhaus, plus près au lieu de Freissinet dans Génissac ; plus etc. plus 7 livres bordelaises et 3 gélines de cens et rente annuels. Le seigneur ne prend que 3 livres et les 3 gélines ; le recteur de Moulon les autres 4 livres. Le tout porté et rendu à la dite Tour d'Ansoueta ;
- Le 6 mai 1510 : Bail de fief nouveau consenti par Jean de Chabannes, marquis de Curton, en faveur de messires Guillem Roux, prêtre, et Pierre Roux devant Me Graffeval, notaire royal, d'une pièce de vigne située au lieu appelé à la pelouse de la Tour d'Ansouette confrontant, etc. ;
- Le 16 avril 1538, dans un bail de Robin de Joye la Tour, on trouve l'orthographe Dansoete ;
- Le 9 octobre 1582, on trouve l'orthographe Dansouette ;
- Sur des dessins de la fin du XIXe siècle et les cartes postales du début du XXe siècle on voit parfois Tour de Lansouhaite et Tour d'Hansouhait !

Il s'agit manifestement du toponyme basque Haltzueta 'aulnaie' transféré sous la forme d'un nom de famille et adapté localement sous la forme altérée Ansoeta, Ansouette[réf. nécessaire]. L'écriture Ansouhaite est une cacographie inspirée du verbe souhaiter (qui n'a rien à faire dans un toponyme)[réf. nécessaire].

## Historique
Il y avait à Moulon une autre maison forte, appelée La Motte, qui était antérieure au XIe siècle.

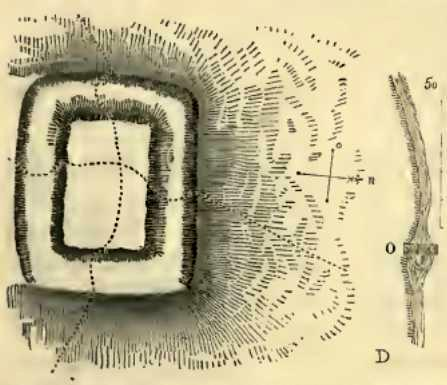
La Motte de Moulon (Drouyn)

Cette forteresse est semblable à la butte de Charlemagne de la commune voisine de Cabara. Elles ont été construites en même temps, pour les mêmes besoins. La Motte de Moulon occupait la pointe d'un promontoire qui s’avançait dans la plaine de la Dordogne, à 1 500 m environ au nord de l'église de Moulon.
La motte était à peu près carrée et entourée, au nord, à l'ouest et au sud, d'un fossé large de 1,5 m ; sa profondeur était de 2 à 3 mètres ; les terres du fossé ont été rejetées en dedans et ont contribué à élever la motte bien au-dessus du promontoire. 
À l'est, du côté de la Dordogne, une terrasse au niveau du fond des fossés, puis une pente très raide vers la vallée. 
Cette forteresse ne comportait qu'une tour et des bâtiments en bois, des palissades ou des haies vives garnissant les talus. Il n'y avait pas de constructions en pierre. Près de ce fort, au bas de la côte, se trouve une source très abondante, et non loin de là Léo Drouyn a trouvé des tuiles à rebord et une pointe de lance qui paraissent d'origine gallo-romaine.
Il est probable qu'avant le XIVe siècle le chef-lieu de la seigneurie de Moulon ait été à la Motte. (Un contrat de mariage de mai 1313 donne en dot à Mathe Seguin la motte de Moulon, à l'occasion de son union à Garsie Arnaud de Navailles ; mais les biens de Moulon ont été ensuite réunis rapidement aux possessions des Albret). Sans doute la motte ne correspondait-elle plus aux critères d'une place forte efficace et l'on désirait la modifier aux normes de l'époque. Cependant, avant de construire une maison forte, il fallait obtenir l'autorisation du roi d'Angleterre. Ces autorisations étaient rarement refusées, car le roi voyait d'un bon œil la prolifération des places fortes en Aquitaine érigées par ses vassaux. Donc, on lit dans le catalogue des Rôles Gascons que : le 29 mai 1314, Raymond de Grésignac obtint d'Édouard II, roi d'Angleterre, la permission de fortifier sa manse de Moulon : 
|  |

« N° 1242. Pro Reymundo de Grisinak. — Rex universis senescallis, constabulariis et omnibus ballivis, ministris et fidelibus suis in ducatu predicto constitutis, ad quos etc., salutem. Sciatis quod de gracia nostra speciali concessimus et licenciam dedimus pro nobis et heredibus nostris dilecto nobis Reymundo de Grisinak. quod ipse mansum suum de Molon muro de petra et calce firmare et kernellare et mansum illud sic firmatum et kernellatum tenere possit sibi et heredibus suis imperpetuum sine occasione vel impedimento nostri vel heredum nostrorum, senescallorum, constabulariorum, officialium et aliorum ministrorumnostrorum In quorumcumque. cujus etc. T. R. apud Novum Monasterium, xxix die Maii. Per breve de privato sigillo. »

On peut supposer que Raymond de Grésignac, ayant obtenu la permission de fortifier sa maison, ait préféré bâtir la tour d'Ansouhaite, localisée peut-être plus au centre de ses propriétés.
La tour d'Ansouhaite est une de ces maisons fortes dont il fut fondé un très grand nombre, entre les XIIIe et XIVe siècles en Aquitaine et dans le Gers. La tour est à peu près complète ; il n'y manque que les créneaux et elle donne une idée assez exacte de ce qu'était la maison forte (domus fortis) médiévale. Elle a été construite avec deux objectifs : en cas d'attaque, de retarder l'ennemi, qui ne pouvait pas laisser derrière ses lignes des points arrières non maîtrisés et, principalement, une tour de guet, car elle est établie dans l'axe d'un méandre de la Dordogne de près de cinq kilomètres de longueur, soit un temps de passage des bateaux ennemis de l'ordre d'une heure, ce qui permettait de compenser toute erreur de vigilance.
Tous les caractères architecturaux de la tour actuelle indiquent bien une construction du XIVe siècle, il est permis de supposer qu'elle est bien l'œuvre de Raymond de Grésignac. (La famille de Grésignac a construit le château de Roquefort à Lugasson et avait des propriétés à Rions et que Bérard d'Albret, seigneur de Langoiran, donna, le 24 novembre 1377, à Blanche Seguin d'Escoussans, épouse de Guillem de Faubornet, la Motte de Moulon.)
Les premiers seigneurs de Moulon ont fréquemment changé de famille. La propriété d'une seigneurie était sujet au bon vouloir du roi d'Angleterre. Il n'était pas rare de voir le roi enlever une seigneurie à une famille pour la donner à une autre, la laisser quelque temps entre les mains de cette dernière, et la restituer au bout d'un certain nombre d'années à ses anciens possesseurs de la même manière qu'elle lui avait été ôtée. La seigneurie de Moulon ne fait pas exception. 
- Vers 1106, Izambert de Moulon avait donné à l'abbaye de La Sauve-Majeure la Sauvetat d'Aubiac. Peu de temps après, il la lui enleva ; mais touché par la grâce, il la rendit pour ne plus la reprendre. Il devint même un des défenseurs zélés de l'abbaye, car il fut au nombre des seigneurs qui, vers 1125, prirent son parti contre les usurpations de Seguin d'Escoussans.
- Un autre Izambert de Moulon vint, le 9 juillet 1364, rendre hommage au prince de Galles dans l'église Saint-André de Bordeaux. On pourrait conclure de là que la seigneurie de Moulon avait toujours été possédée par la famille d'Izambert et que la possession par la famille de Grésignac fut un intermède.
- À la fin du XIVe siècle, la Motte de Moulon appartenait à la famille d'Albret. En 1377, Bérard d'Albret en avait disposé en faveur de l'épouse de Guillem de Faubornet.
- Le 10 novembre 1430-31, Henri VI, roi d'Angleterre, confia la garde de diverses baronnies, terres et domaines, parmi lesquels on trouve la terre de Moulon au duc de Gloucester. L'année suivante, il la donna en toute propriété à ce même duc et à son épouse. La même concession leur fut faite en 1439-40. Le duc étant mort, cette terre revint au roi, qui en fit don, le 3 mars 1446-47, à Jean de Foix, comte de Candale. Peu de temps après, le 18 mai 1451-52, la justice haute et basse des deux paroisses de Moulon et Nérigean fut cédée à Godefroy Shorthoise, chevalier, qui fut le dernier maire de Bordeaux avant la fin de la guerre de Cent Ans.
- Vers 1550, la seigneurie de Moulon passa dans la famille de La Chassaigne. Au moment de la Révolution, la tour appartenait à un couvent de Bordeaux.
- Pendant près de deux siècles la tour tomba lentement en ruine, jusqu'en 1981, où un nouveau propriétaire entama la restauration intégrale, qui dura vingt ans.

## Description du bâtiment
La tour de l'Ansouhaite, est, dans œuvre, 14,10 m de long sur 9,30 m large et la hauteur sous toiture : 10 m pour la façade nord-ouest et 12 m pour la façade sud-est. Les murs ont au moins 1,05 m d'épaisseur. Elle est construite en pierre de taille dorée, très coquillère, provenant d'un carrière voisine et bâtie suivant une technique rustique, mais solide.

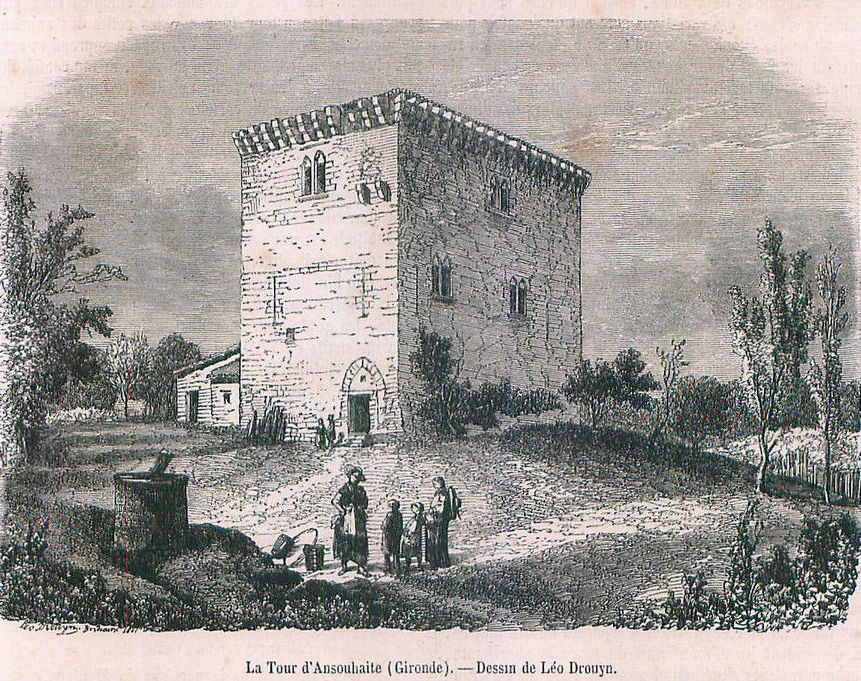
La Tour d'Ansouhait (Gironde)
Dessin de Léo Drouyn (1862)
Façades S-E et N-E

La description suivante est essentiellement celle de Léo Drouyn de 1862.
- La tour se compose d'un rez-de-chaussée et de deux étages surmontés d'un chemin de ronde garni de mâchicoulis et créneaux. Les créneaux, qui n'existent plus, s'appuyaient sur l'extrémité de consoles à trois assises en retrait.
- Le rez-de-chaussée servait de magasin ; le premier étage et le chemin de ronde étaient destinés à la défense. Ils étaient destinés à la défense proche grâce à ses huit meurtrières en cas de siège. Le second étage était destiné à l'habitation. On ne trouve pas de traces d'escalier en pierre à l'intérieur ; on devait monter dans les différents étages par des escaliers ou des échelles en bois.

L'extérieur :

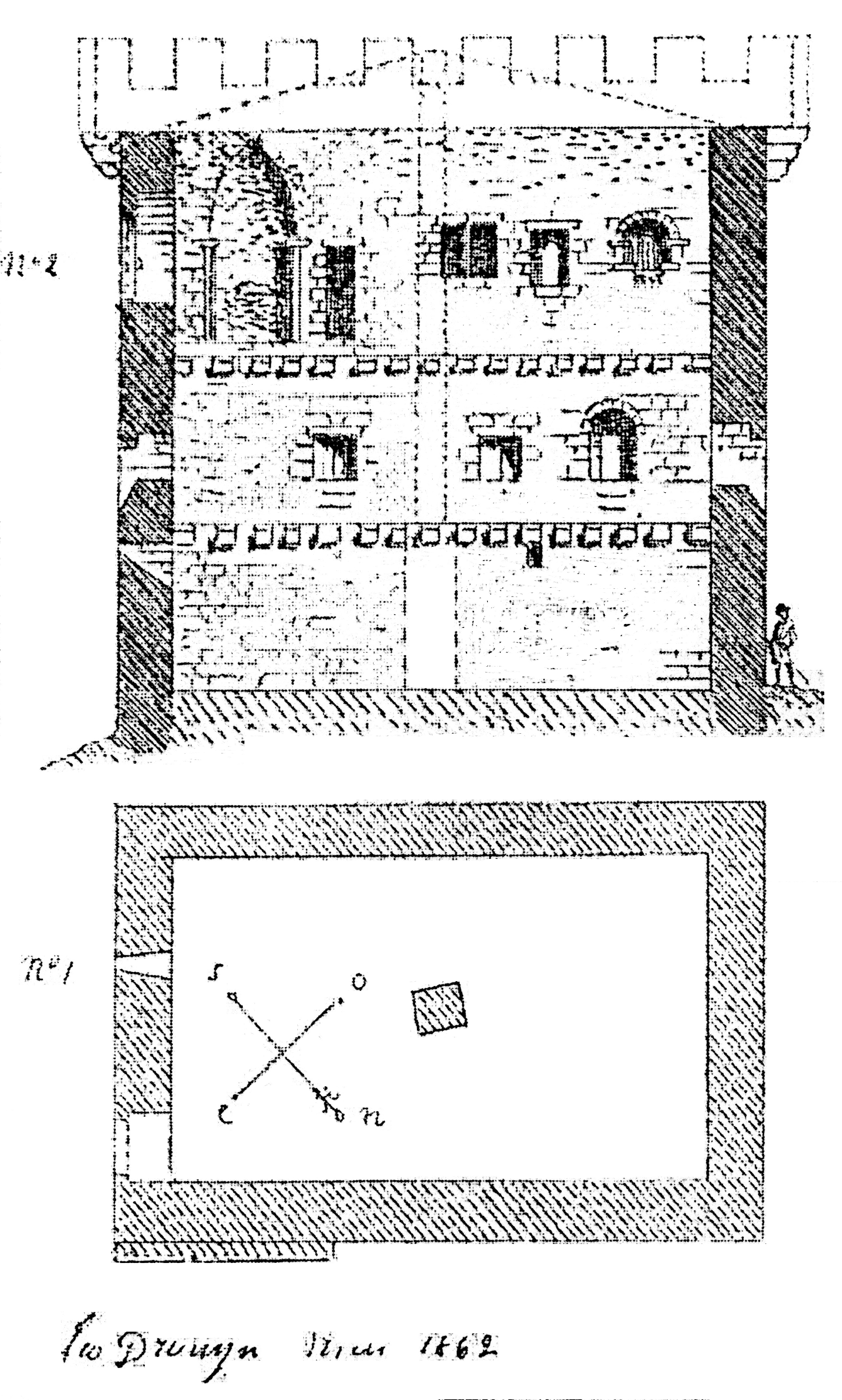
Coupe et plan (Drouyn 1862)

- Le rez-de-chaussée n'avait d'ouvertures que : la porte ogivale dans la façade Sud-Est ; une très petite fenêtre carrée à côté de cette porte, et un petit jour dans le sommet de la paroi sud-ouest. Elles ne donnaient qu'une faible lumière. Le rez-de-chaussée servait de réserve agricole où le matériel et le bétail étaient abrités, notamment en cas d'alerte.
- Le premier étage : Deux meurtrières garnissent chaque façade ; leur ouverture extérieure est formée d'une croix à double traverse ; à l'intérieur, leur embrasure très évasée est recouverte d'un linteau. Elles sont plongeantes et les flèches pouvaient atteindre un assaillant assez près du pied du mur. On accédait au premier étage par l'extérieur : Il y a une petite porte à section droite sur la façade sud-ouest (aujourd'hui protégée par une grille) et, sans doute, on posait une échelle en bois que l'on remontait en cas de danger.

Vers le nord-est, deux belles fenêtres laissent pénétrer un jour suffisant dans cette salle. Leur baie, à peu près carrée, est divisée verticalement en deux parties par un meneau monolithe épannelé. A l'extérieur, chaque baie est recouverte d'une forte dalle carrée dans laquelle est incrustée une arcade ogivale subtrilobée. Les embrasures intérieures garnies de bancs sont voûtées en plein-cintre. Chaque baie était garnie d'un châssis intérieur qui se fermait en dedans au moyen d'un verrou ou targette qui s'engageait dans une gâche en pierre faisant partie du meneau. Une fois fermés, les châssis étaient maintenus par des barres qu'on enfonçait à droite et à gauche dans les murs.
- La façade sud-est, au-dessus de la porte du rez-de-chaussée, une bretèche, dont il reste que les consoles qui le soutenaient et un arrachement de la maçonnerie au-dessus. Cette dernière défense, qui paraît inutile et faire double emploi avec les mâchicoulis qui sont immédiatement au-dessus, était au contraire fort bien imaginée : on pouvait immédiatement s'y porter à la première alarme, parer à une surprise subite et inattendue, laisser tomber des pierres sur ceux des assaillants qui étaient parvenus à s'approcher du seuil de la porte. D'un autre côté, la couverture en talus de cette niche faisait ricocher au loin les pierres qu'on laissait tomber des mâchicoulis. Le talus qui est près de la porte sur la façade nord-est servait peut-être au même usage et éloignait les assaillants des approches de l'entrée de la tour.
- Des dépendances, construites à la fin du XVIIIe siècle ont été établies au sud-ouest et au nord-ouest, et, pour y arriver depuis l'intérieur de la tour, on a percé une porte au rez-de-chaussée, dans le mur de la façade sud-ouest.

L'intérieur :
- Au milieu de la tour s'élève un pilier de pierre carré, muni de consoles en bois soutenues par des jambettes appuyées sur des corbeaux en pierre, et destinées à supporter les poutres, qui reposent sur des consoles semblables à leur extrémité opposée. Ces poutres supportaient seize solives dont les bouts reposaient sur autant de corbeaux en pierre dans les parois nord-est et sud-ouest.

Ce plancher, dont la portée était de cette façon très courte, devait être d'une grande solidité. Il faut observer que le pilier a été bâti avec une grande négligence : ses côtés ne sont pas parallèles aux murs de la tour.
Le plancher du second étage était établi comme celui du premier. Le pilier ne s'élève pas au-dessus du sol du second étage ; mais comme il était en même temps destiné à soutenir la charpente, il devait être surmonté d'un poteau en bois.
- Au second étage, destiné à l'habitation avec trois fenêtres, dont une étroite pour résister aux vents dominants provenant de l'ouest et deux fenêtres (ogivale à l'extérieur et recouverte intérieurement d'un linteau) semblables à celles de l'étage inférieur : une s'ouvre sur la façade sud-est et l'autre au nord-est. Pas d'ouvertures au nord-ouest.

Sur la face sud-ouest, sont placés un évier avec gargouille extérieure d'évacuation des eaux usées ; la cheminée ; des latrines ; une grande armoire carrée, divisée en deux par une cloison et tout ce qui est nécessaire à une habitation.

## Restaurations duXXesiècle
| - Façades S-E et N-E |

| - Façades S-O et S-E |

Les deux cartes postales montrent l'état de la tour au début du XXe siècle.
- Les bâtiments, construits au XIXe siècle devant les façades Sud-Ouest et Nord-Ouest, ont été démolis au cours de la deuxième moitié du XXe siècle.
- Le puits, que l'on voit sur la gravure de Drouyn, a été démoli et comblé vers les années 1970.
- A la même époque, une tentative de démolir la tour à l'aide de filins d'acier et de puissants tracteurs a, heureusement, échouée. Mais quelques pierres de la façade sud-ouest ont été arrachées.

Depuis son acquisition en 1981 le propriétaire actuel a restauré la tour avec un grand souci de préserver l'existant et, quand il fallait remplacer ou restaurer, de le faire dans les règles de l'art. Aujourd'hui, hors de danger, elle donne une idée assez exacte de ces maisons fortes et de leur destination, essentiellement militaire.
| - Façade S-E - Façade N-E |

| - Façade S-O - Façade N-O |

- Le crénelage n'a pas été reconstruit, mais la tour a été protégée par son grand débord de toit de tuiles creuses. (A l'occasion des travaux de la partie haute des murs, il a été retrouvé couché dans les arases des pierres plates provenant du crénelage, d'une épaisseur de l'ordre de 17 cm, reconnaissable par leur taille en glacis pour le tir vers le bas. Ces pierres ont été laissées en place, telles que trouvées.)
- La bretèche de l'arche ogivale de la façade sud-est au-dessus a été laissé en « arraché » tel que décrit par Drouyn. Il semble que la structure a été démonté au XVIIIe siècle et l'ouverture bouchée.